# غراسي فيلد
غراسي فيلد (بالإنجليزية: Gracie Fields)‏ هي مغنية وممثلة بريطانية، ولدت في 9 يناير 1898 في المملكة المتحدة، وتوفيت في 27 سبتمبر 1979 في إيطاليا بسبب ذات الرئة.

## وصلات خارجية
- غراسي فيلد على موقع IMDb (الإنجليزية)
- غراسي فيلد على موقع الموسوعة البريطانية (الإنجليزية)
- غراسي فيلد على موقع ألو سيني (الفرنسية)
- غراسي فيلد على موقع ميوزك برينز (الإنجليزية)
- غراسي فيلد على موقع أول موفي (الإنجليزية)
- غراسي فيلد على موقع قاعدة بيانات برودواي على الإنترنت (الإنجليزية)
- غراسي فيلد على موقع قاعدة بيانات الأفلام السويدية (السويدية)
- غراسي فيلد على موقع إن إن دي بي (الإنجليزية)
- غراسي فيلد على موقع أول ميوزيك (الإنجليزية)
- غراسي فيلد على موقع ديسكوغز (الإنجليزية)